# Kévin Boma
Kévin Boma (Poitiers, 20 novembre 2002) è un calciatore togolese con cittadinanza francese, difensore dell'Estoril Praia e della nazionale togolese.

## Carriera

### Club
Boma è cresciuto nei settori giovanili di Trois Cités Poitiers, Stade Poitevin e Guingamp. Nel 2019 ha giocato con il Tours 2 per alcuni mesi, per poi unirsi all'Angers, che lo ha a sua volta assegnato alla seconda squadra. Ha esordito nel calcio professionistico il 7 marzo 2021 nell'incontro di Coppa di Francia vinto 5-0 contro il Club Franciscain.
Il 9 agosto 2022 è stato ceduto al Rodez, con cui ha debuttato in Ligue 2 il 30 agosto nell'incontro perso 4-1 contro il Metz.
Nel 2024 si è trasferito all'Estoril Praia, club della prima divisione portoghese.

### Nazionale
Ha giocato nella nazionale togolese Under-23.
Il 26 marzo 2024 ha debuttato con la nazionale maggiore nell'amichevole pareggiata per 1-1 contro la Libia.

## Statistiche

### Presenze e reti nei club
Statistiche aggiornate al 5 giugno 2024.
| Stagione        | Squadra         | Campionato      | Campionato | Campionato | Coppe nazionali | Coppe nazionali | Coppe nazionali | Coppe continentali | Coppe continentali | Coppe continentali | Altre coppe | Altre coppe | Altre coppe | Totale | Totale | Totale |
| Stagione        | Squadra         | Comp            | Pres       | Reti       | Comp            | Pres            | Reti            | Comp               | Pres               | Reti               | Comp        | Pres        | Reti        | Pres   | Reti   |        |
| --------------- | --------------- | --------------- | ---------- | ---------- | --------------- | --------------- | --------------- | ------------------ | ------------------ | ------------------ | ----------- | ----------- | ----------- | ------ | ------ | ------ |
| 2018-2019       | Tours 2         | N3              | 2          | 0          |                 | -               | -               |                    | -                  | -                  |             | -           | -           | 2      | 0      |        |
| 2019-2020       | Angers 2        | N2              | 9          | 0          |                 | -               | -               |                    | -                  | -                  |             | -           | -           | 9      | 0      |        |
| 2020-2021       | Angers 2        | N2              | 5          | 0          |                 | -               | -               |                    | -                  | -                  |             | -           | -           | 5      | 0      |        |
| 2021-2022       | Angers 2        | N2              | 23         | 2          |                 | -               | -               |                    | -                  | -                  |             | -           | -           | 23     | 2      |        |
| 2020-2021       | Angers          | L1              | 0          | 0          | CF              | 1               | 0               |                    | -                  | -                  |             | -           | -           | 1      | 0      |        |
| 2022-2023       | Rodez 2         | N3              | 4          | 1          |                 | -               | -               |                    | -                  | -                  |             | -           | -           | 4      | 1      |        |
| 2022-2023       | Rodez           | L2              | 5          | 0          | CF              | 4               | 0               |                    | -                  | -                  |             | -           | -           | 9      | 0      |        |
| 2023-2024       | Rodez           | L2              | 15         | 1          | CF              | 2               | 0               |                    | -                  | -                  |             | -           | -           | 17     | 1      |        |
| Totale carriera | Totale carriera | Totale carriera | 63         | 4          |                 | 7               | 0               |                    | -                  | -                  |             | -           | -           | 70     | 4      |        |

### Cronologia presenze e reti in nazionale
| Cronologia completa delle presenze e delle reti in nazionale ― Togo | Cronologia completa delle presenze e delle reti in nazionale ― Togo | Cronologia completa delle presenze e delle reti in nazionale ― Togo | Cronologia completa delle presenze e delle reti in nazionale ― Togo | Cronologia completa delle presenze e delle reti in nazionale ― Togo | Cronologia completa delle presenze e delle reti in nazionale ― Togo | Cronologia completa delle presenze e delle reti in nazionale ― Togo | Cronologia completa delle presenze e delle reti in nazionale ― Togo |
| Data                                                                | Città                                                               | In casa                                                             | Risultato                                                           | Ospiti                                                              | Competizione                                                        | Reti                                                                | Note                                                                |
| ------------------------------------------------------------------- | ------------------------------------------------------------------- | ------------------------------------------------------------------- | ------------------------------------------------------------------- | ------------------------------------------------------------------- | ------------------------------------------------------------------- | ------------------------------------------------------------------- | ------------------------------------------------------------------- |
| 26-3-2024                                                           | Casablanca                                                          | Togo                                                                | 1 – 1                                                               | Libia                                                               | Amichevole                                                          | -                                                                   |                                                                     |
| 5-6-2024                                                            | Lomé                                                                | Togo                                                                | 1 – 1                                                               | Sudan del Sud                                                       | Qual. Mondiali 2026                                                 | -                                                                   | 58’                                                                 |
| 14-10-2024                                                          | Lomé                                                                | Togo                                                                | 0 – 1                                                               | Algeria                                                             | Qual. Coppa d'Africa 2025                                           | -                                                                   |                                                                     |
| 13-11-2024                                                          | Monrovia                                                            | Liberia                                                             | 1 – 0                                                               | Togo                                                                | Qual. Coppa d'Africa 2025                                           | -                                                                   | 46’                                                                 |
| 22-3-2025                                                           | Lomé                                                                | Togo                                                                | 2 – 2                                                               | Mauritania                                                          | Qual. Mondiali 2026                                                 | -                                                                   |                                                                     |
| 25-3-2025                                                           | Dakar                                                               | Senegal                                                             | 2 – 0                                                               | Togo                                                                | Qual. Mondiali 2026                                                 | -                                                                   | [ 3 ]                                                               |
| Totale                                                              |                                                                     | Presenze                                                            | 6                                                                   |                                                                     | Reti                                                                | 0                                                                   |                                                                     |